# Kailesa
Kailesa is een bestuurslaag in het regentschap Alor van de provincie Oost-Nusa Tenggara, Indonesië. Kailesa telt 704 inwoners (volkstelling 2010).